# Дюамель, Жак
Жак Дюамель (фр. Jacques Duhamel; 24 сентября 1924[…], VI округ Парижа — 8 июля 1977[…], V округ Парижа) — французский политик, министр сельского хозяйства (1969—1971), министр по делам культуры (1971—1973).

## Биография
Родился 24 сентября 1924 года. Участник Сопротивления (в 1943 году был арестован оккупационными властями), в 1947 году окончил Национальную школу администрации (учился вместе с Аленом Пейрефитом и Ивом Гена), начал юридическую карьеру в аппарате Государственного совета. С 1949 года стал на следующие восемь лет сотрудником аппарата бывшего депутата от департамента Юра Эдгара Фора, который в этот период занимал различные должности — от министра финансов до премьер-министра. В 1964 году Дюамель избран депутатом генерального совета департамента Юра от города Доль, в 1965 году стал помощником мэра, в 1968 году избран мэром этого города.
В 1962—1969 и в 1973—1977 годах — депутат Национального собрания Франции.
22 июня 1969 года получил портфель министра сельского хозяйства в правительстве Шабан-Дельмаса.
С 7 января 1971 по 28 марта 1973 года занимал должность министра по делам культуры Франции.
Скончался 8 июля 1977 года в Париже.